# Emiliano Bonazzoli
Emiliano Bonazzoli (* 20. Januar 1979 in Asola) ist ein ehemaliger italienischer Fußballspieler und heutiger Fußballtrainer.

## Spielerkarriere
Emiliano Bonazzoli begann seine Karriere bei Brescia Calcio, danach spielte er für die AC Parma, wo ihm der Durchbruch gelang. Seit 2003 gehören seine Transferrechte zu gleichen Teilen der AC Parma sowie Reggina Calcio. In der Saison 2005/06 war Bonazzoli an Sampdoria Genua ausgeliehen. Im Sommer 2006 wechselte er endgültig nach Genua. In den folgenden beiden Spielzeiten erzielte Bonazzoli jedoch nur sechs Tore in 57 Partien.
Im Januar 2009 wurde der Stürmer, nachdem er im bisherigen Verlauf der Spielzeit torlos geblieben war, als Teil des Wechsels von Giampaolo Pazzini zu Samp, an den AC Florenz ausgeliehen.
Nach starken Leistungen, besonders zu Beginn der Saison 2006/07, debütierte Bonazzoli unter Trainer Roberto Donadoni am 15. November 2006 Türkei in der Nationalmannschaft.
2014 stand er bei Honvéd Budapest unter Vertrag. Danach folgten eine einjährige Station bei der AC Este sowie weitere kurze Engagements bei Miami Fusion, Robur Siena und der AS Cittadella. 2016 beendete Bonazzoli seine Karriere.

## Trainerkarriere
Nach unterklassigen Stationen zu Beginn seiner Trainerkarriere war er von 2018 bis 2020 jeweils ein Jahr bei den Frauenmannschaften von Chievo Verona und Hellas Verona. Nach einer einjährigen Tätigkeit als Co-Trainer der AC Renate folgte noch ein Engagement bei der ASD Fanfulla. Seit 2023 ist er Trainer von Calcio Lecco.

## Titel und Erfolge
- Italienischer Zweitligameister: 1996/97
- Italienischer Pokalsieger: 2001/02
- Torschützenkönig der Coppa Italia (4 Tore): 2006/07
- Meister der Gruppe A der Lega Pro: 2015/16